# Chim sâu bụng trắng
Chim sâu bụng trắng (danh pháp hai phần: Dicaeum hypoleucum) là một loài chim lá thuộc chi Dicaeum trong họ Chim sâu. Nó là loài đặc hữu của Philippines. Môi trường sống tự nhiên của nó là rừng đất thấp ẩm cận nhiệt đới hoặc nhiệt đới và rừng núi cận nhiệt đới hoặc nhiệt đới ẩm.

## Hình ảnh

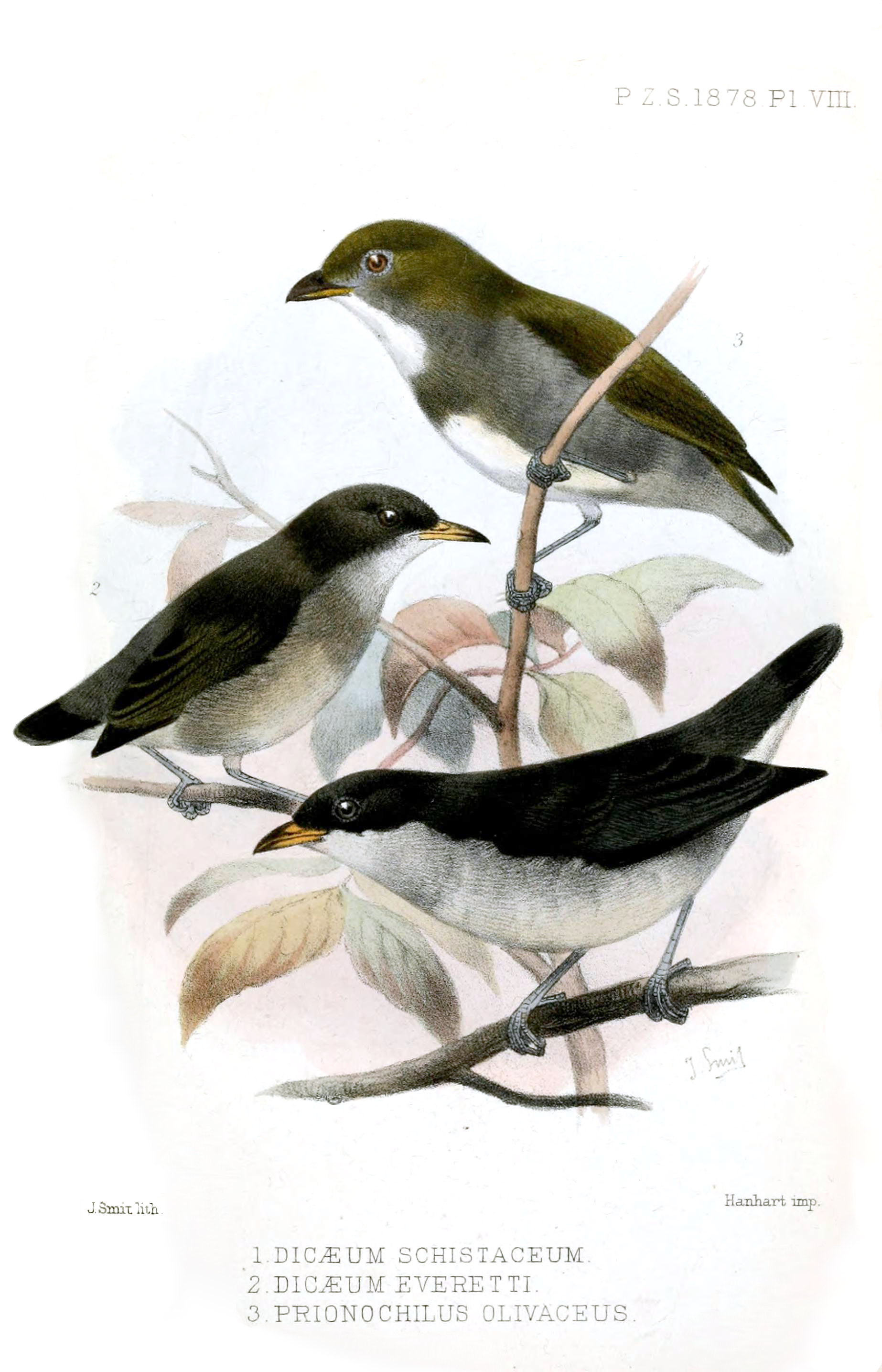
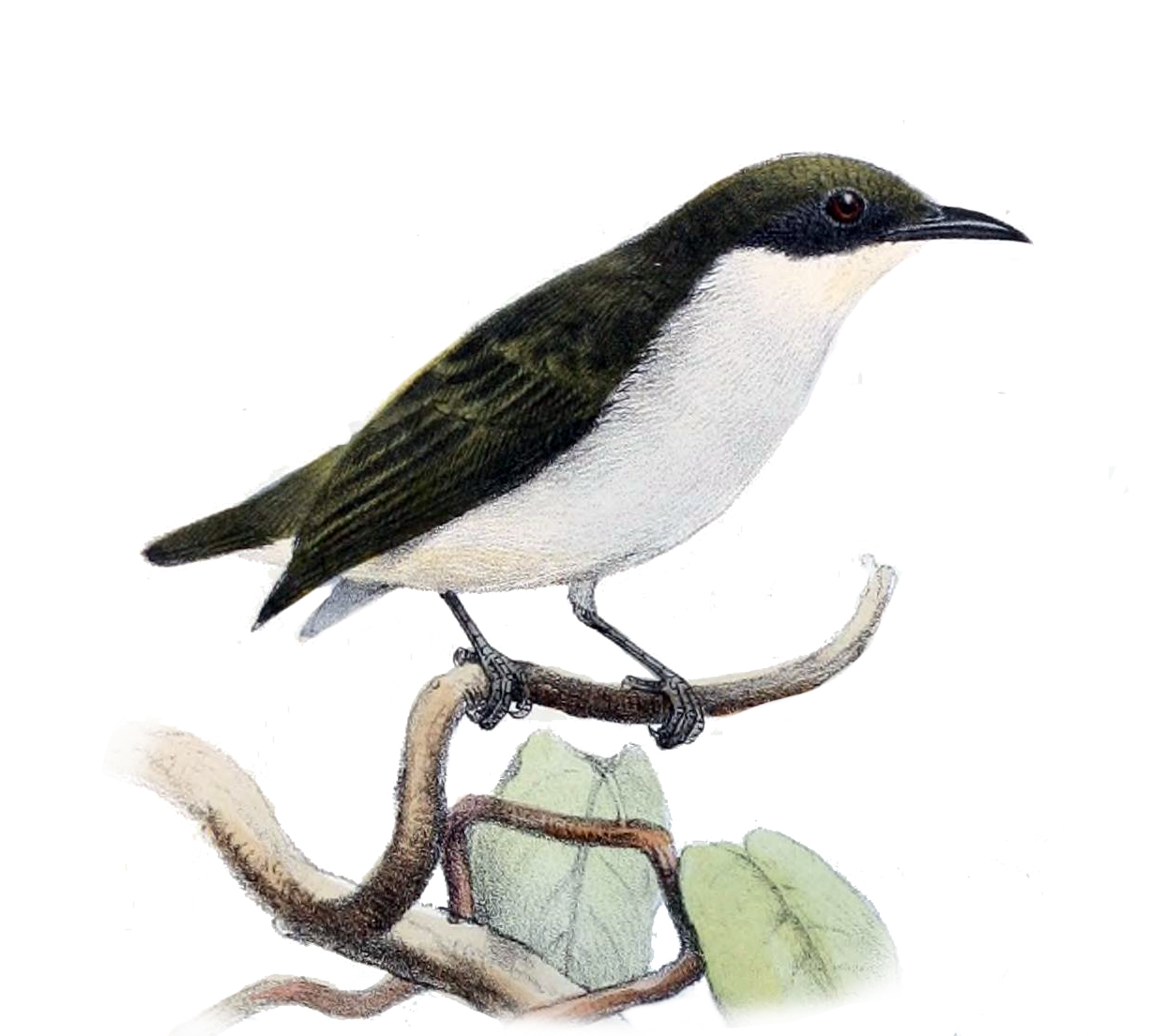